# Goodnight, Goodnight
«Goodnight Goodnight» es una canción del álbum It Won't Be Soon Before Long de la banda estadounidense Maroon 5. 
Ésta iba a ser lanzada en el mes de mayo de 2008 como el cuarto sencillo del disco, pero luego fue reemplazada por el dueto con Rihanna, If I Never See Your Face Again. Aun así, recibió airplay en Canadá y Hong Kong.
Finalmente, el día 21 de agosto de 2008, fue lanzada como el quinto y último sencillo del álbum. Ese mismo día, fue lanzado también su vídeo musical, en el que se muestran dos historias paralelas de Adam Levine.

## Lanzamiento
Estaba previsto que éste fuera el cuarto sencillo del álbum It Won't Be Soon Before Long, incluso el vídeo estaba listo para ser lanzado. Pero el sello decidió reeditar la canción If I Never See Your Face Again, transormándola en un dueto con Rihanna, esperando que se convirtiera en un éxito, pero la canción sólo triunfó en algunos países y en Estados Unidos no alcanzó estar entre las 50 mejores, quedándose en el nº51. La canción fue lanzada el 21 de agosto de 2008.

## En comerciales
La canción fue usada en The CW, promocionando la parrilla de programación de otoño de 2008.
También fue usada en CSI:NY.

## Vídeo musical
El vídeo musical está dirigido por Marc Webb y la premier se realizó el 21 de agosto de 2008 por Yahoo! Music. Candace Bailey es la protagonista junto a Adam Levine. En Brasil, el estreno se realizó el 18 de octubre en Top TVZ.
El vídeo se basa en el "Antes" y "Después" de la historia de Levine y Bailey.
El exintegrante del grupo, Ryan Dusick, realiza una aparición en el vídeo.

## Posición en las listas
| Lista (2008)            | Posición Peak |
| ----------------------- | ------------- |
| Hong Kong Singles Chart | 1             |